# Peter Hlinka
Pour les articles homonymes, voir Hlinka.
Peter Hlinka, né le 5 décembre 1978 à Prešov, est un footballeur international slovaque.
Peter Hlinka commence sa carrière de footballeur en Slovaquie, au 1. FC Tatran Prešov avant de partir pour l'Autriche. Avec le Rapid Vienne, il obtient l'un des plus grands succès de sa carrière, puisqu'il remporte le championnat d'Autriche 2004-2005. Après un bref passage en Allemagne, il retourne en Autriche. Il évolue actuellement au FC Wacker Innsbruck. International slovaque, il est sélectionné à 28 reprises avec l'équipe nationale et marque son premier et seul but en 2005, face à l'Estonie.

## Biographie
Hlinka commence sa carrière de footballeur en Slovaquie, au 1. FC Tatran Prešov avec qui il évolue de 1996 à 2000. En 2000, il fait partie de l'équipe de Slovaquie olympique éliminée au premier tour des Jeux olympiques de Sidney. 
Il part ensuite pour l'Autriche et le SK Sturm Graz, puis il passe trois saisons au SC Schwarz-Weiß Bregenz. C'est alors qu'il évolue à Bregenz, qu'il reçoit sa première sélection en équipe de Slovaquie, le 17 avril 2002, contre la Belgique (match nul 1-1). 
Il est ensuite transféré au Rapid Vienne avec qui il joue 93 matchs et marque 11 buts. Avec le club de la capitale, il remporte le championnat d'Autriche 2004-2005 et se qualifie ainsi pour la Ligue des champions 2005-2006. Lors de cette saison 2005-2006, Hlinka marque son premier but en sélection nationale, le 8 octobre 2005 face à l'Estonie, lors des éliminatoires de la Coupe du monde de 2006. Il totalise en tout 28 sélections avec la Slovaquie, pour un seul but marqué. 
En mai 2007, Hlinka quitte l'Autriche pour l'Allemagne et s'engage au FC Augsbourg. Jouant très peu avec le club allemand avec seulement 14 matchs en 2. Bundesliga, il retourne en 2008 au SK Sturm Graz, avec qui il signe un contrat jusqu'en 2010. Il remporte la Coupe d'AutricheIen 2010lmaisetourne finalement chez les rivaux du Rapid Vienne. 
Après deux ans passés dans la capitale autrichienne, Hlinka change à nouveau de club et joue pendant un an et demie pour le SC Magna Wiener Neustadt. En 2015, il joue quelques matchs avec le FC Wacker Innsbruck avant de jouer avec la réserve du Rapid Vienne.

## Palmarès
| Rapid Vienne - Championnat d'Autriche - Champion : 2005 |  | SK Sturm Graz - Coupe d'Autriche - Vainqueur : 2010 |